# Ото VII фон Оксенщайн
Ото VII фон Оксенщайн (на немски: Otto VII von Ochsenstein; * пр. 1360; † сл. 1401) е господар на Оксенщайн в Ортенау.

## Произход
Той е син на Ото VI фон Оксенщайн († 1377) и съпругата му Елизабет фон Хесен († 1339), дъщеря на ландграф Йохан фон Хесен († 1311) и Аделхайд фон Брауншвайг-Гьотинген († 1311). Брат е на Йохан († 1386, Земпах), фрайхер на Оксенщайн, Рудолф II († 1400), господар на Оксенщайн, Мена († 1377) и Аделхайд († 1386), омъжена за граф/пфалцграф Рудолф IV/VI фон Тюбинген-Херенберг-Гултщайн († 1356).

## Фамилия
Ото VII фон Оксенщайн се жени за фон Кибург. Те имат три деца:
- Йохан фон Оксенщайн (* пр. 1364; † сл. 1381)
- Анна фон Оксенщайн (* пр. 1367; † сл. 29 януари 1407), омъжена пр. 30 октомври 1297 г. за Хайнрих III фон Хоен-Геролдсек-Тюбинген († 1376/1378)
- Клара фон Оксенщайн († сл. 1413)

## Галерия
- Грос-Оксенщайн, 19 век
- Оксенщайн в Елзас, 16 век